# Mistrovství Československa v krasobruslení 1950
Mistrovství Československa v krasobruslení 1950 se konalo 7. a 8. ledna 1950 v Ostravě.
Soutěžilo se také v juniorský kategoriích.

## Medaile
| Kategorie      | Zlato                         | Stříbro                         | Bronz                        |
| Muži           | Zdeněk Fikar                  | Vladislav Čáp                   | Karol Divín                  |
| Ženy           | Ája Vrzáňová                  | Dagmar Lerchová                 | Alexandra Černá              |
| Sportovní páry | Soňa Buriánová Miloslav Balun | Blažena Knittlová Karel Vosátka | Ľudmila Dulková Emil Skákala |